# سامانه ناوبری اینرسیایی

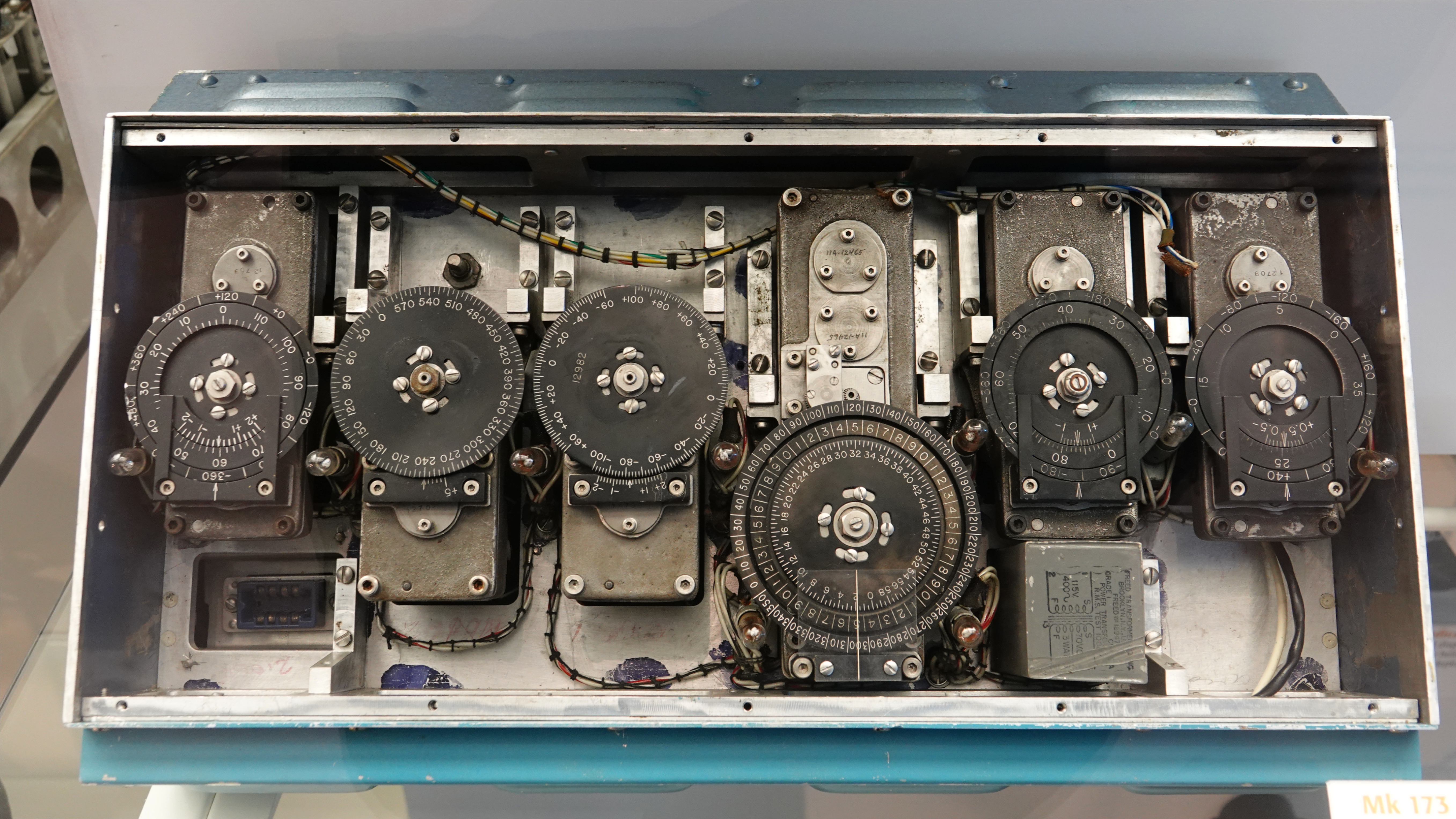
یک کنترل ناوبری اینرسیایی که در دههٔ ۱۹۵۰ در مؤسسه فناوری ماساچوست توسعه یافت.

سامانهٔ ناوبری اینرسیایی (INS) یک دستگاه ناوبری است که از رایانه، حسگرهای حرکت (شتاب‌سنج) و سنسورهای چرخش (ژیروسکوپ) برای محاسبه مداوم موقعیت، جهت و سرعت (جهت و سرعت حرکت) یک جسم متحرک بدون نیاز به مرجعی خارجی استفاده می‌کند. اغلب حسگرهای اینرسیایی توسط یک ارتفاع‌سنج بارومتریک و گاهی توسط حسگرهای مغناطیسی (مغناطیس‌سنج) و/یا دستگاه‌های اندازه‌گیری سرعت، تکمیل می‌شوند. این سامانه، در رُبات‌های متحرک و در وسایل نقلیه مانند کشتی‌ها، هواپیماها، زیردریایی‌ها، موشک‌های هدایت‌شونده و فضاپیماها استفاده می‌شود.

مقایسهٔ دقت سیستم‌های ناوبری مختلف. شعاع دایره نشان‌دهندهٔ دقت است. شعاع کوچک‌تر، به معنای دقت بالاتر است.

## بررسی اجمالی
ناوبری اینرسیایی یک تکنیک ناوبری مستقل است که در آن از اندازه‌گیری‌های ارائه‌شده توسط شتاب‌سنج‌ها و ژیروسکوپ‌ها برای ردیابی موقعیت و جهت یک جسم، نسبت به نقطهٔ شروع، جهت و سرعت محاسبه‌شده استفاده می‌شود. دستگاه‌های اندازه‌گیری اینرسی (IMU) معمولاً شامل سه ژیروسکوپ نرخ متعامد و سه شتاب‌سنج متعامد هستند که به ترتیب، سرعت زاویه‌ای و شتاب خطی را اندازه‌گیری می‌کنند. با پردازش سیگنال‌های این دستگاه‌ها می‌توان موقعیت و جهت یک دستگاه را ردیابی کرد.
ناوبری اینرسیایی در طیف گسترده‌ای از کاربردها از جمله ناوبری هواپیما، موشک‌های تاکتیکی و استراتژیک، فضاپیماها، زیردریایی‌ها و کشتی‌ها استفاده می‌شود. همچنین در برخی از تلفن‌های همراه، با هدف مکان‌یابی و ردیابی، تعبیه شده‌است. پیشرفت‌های اخیر در ساخت سامانه‌های میکروالکترومکانیکی (MEMS) امکان ساخت سیستم‌های ناوبری اینرسیایی کوچک و سبک را فراهم کرده‌است. این پیشرفت‌ها دامنهٔ کاربردهای ممکن را گسترش داده‌است تا زمینه‌هایی مانند ضبط حرکت انسان و حیوانات را در بر بگیرد.
یک سیستم ناوبری اینرسیایی، حداقل شامل یک کامپیوتر و یک پلت‌فرم یا ماژول حاوی شتاب‌سنج، ژیروسکوپ یا سایر دستگاه‌های حسگر حرکت است. این سامانه، در ابتدا با موقعیت و سرعت خود از منبع دیگری (اپراتور انسانی، گیرندهٔ ماهواره جی‌پی‌اس و غیره) همراه با جهت اولیه ارائه می‌شود و پس از آن، موقعیت و سرعت به‌روز شدهٔ خود را با یکپارچه‌سازی اطلاعات دریافتی از حسگرهای حرکت محاسبه می‌کند. مزیت یک INS این است که برای تعیین موقعیت، جهت یا سرعت آن پس از مقداردهی اولیه، به هیچ مرجع خارجی دیگری نیاز ندارد.
یک INS می‌تواند تغییر در موقعیت جغرافیایی خود (مثلاً به سمت شرق یا شمال)، تغییر در سرعت (سرعت و جهت حرکت) و تغییر جهت آن (چرخش حول یک محور) را تشخیص دهد. این کار، با اندازه‌گیری شتاب خطی و سرعت زاویه‌ای اِعمال‌شده به سیستم انجام می‌گیرد. این سامانه، از آن‌جایی که به هیچ مرجع خارجی نیاز ندارد (پس از مقداردهی اولیه)، از پارازیت و فریب مصون است.

نموداری که محورهای چرخش، پیچ و انحراف هواپیما در حال پرواز را نشان می‌دهد

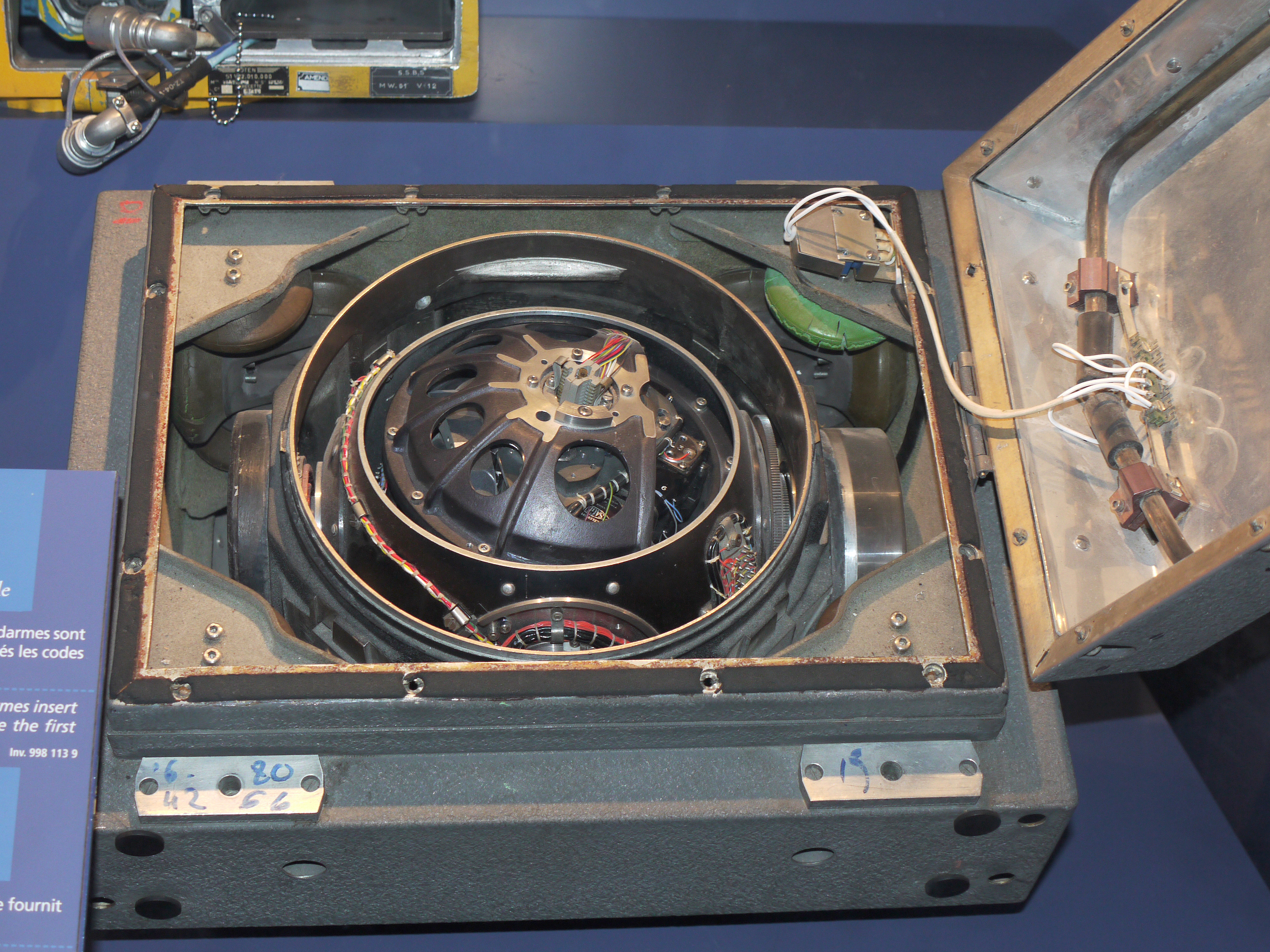
واحد ناوبری اینرسیایی IRBM موشک اس ۳ فرانسه.

INSها حاوی دستگاه سنجش اینرسی (IMU) هستند که دارای شتاب‌سنج‌های زاویه‌ای و خطی هستند (برای تغییر موقعیت). برخی از IMUها شامل یک عنصر ژیروسکوپی (برای حفظ یک مرجع زاویه‌ای مطلق) هستند.